# Sarah Barrable-Tishauer
Sarah Barrable-Tishauer (6 luglio 1988) è un'attrice canadese.

## Vita e Carriera
Sarah è nata a Toronto, in Canada. È di origine afro-canadese ed ebrea.
È stata lanciata nella serie Degrassi: The Next Generation, programma molto popolare fra gli adolescenti canadesi.
Sarah attualmente è iscritta all'università di Concordia a Montreal, nel campo del giornalismo.